# دودمان بیست و هفتم مصر
دودمان بیست و هفتم مصر (به پارسی باستان :𐎸𐎭𐎼𐎠𐎹، مودرایَه، نویسه‌گردانی لاتین: Mudrāya) دوره‌ای از تاریخ مصر باستان میان ۵۲۵ تا ۴۰۲ پ. م است که در آن این کشور زیر سلطه شاهنشاهی هخامنشی در می‌آید و یکی از ساتراپی‌های ایران می‌شود. واپسین فرعون دودمان بیست و ششم مصر، پسامتیک سوم، در سال ۵۲۵ پ. م در جریان نبرد پلوزیوم در شرق نیل از کمبوجیه دوم شکست خورد. مصر از آن پس به همراه قبرس و فینیقیه جزو ساتراپی ششم ایران شدند. این هنگام را آغاز دوره نخست فرمانروایی ایرانیان بر مصر می‌خوانند.
پس از دوره‌ای از استقلال که در آن سه دودمان محلی مصر فرمانروایی کردند (دودمان‌های ۲۸، ۲۹، و ۳۰)، اردشیر سوم دره نیل را دوباره گشود و برای دوره کوتاهی دودمان سی و یکم مصر را پایه‌گذاری کرد.